# Besprutning

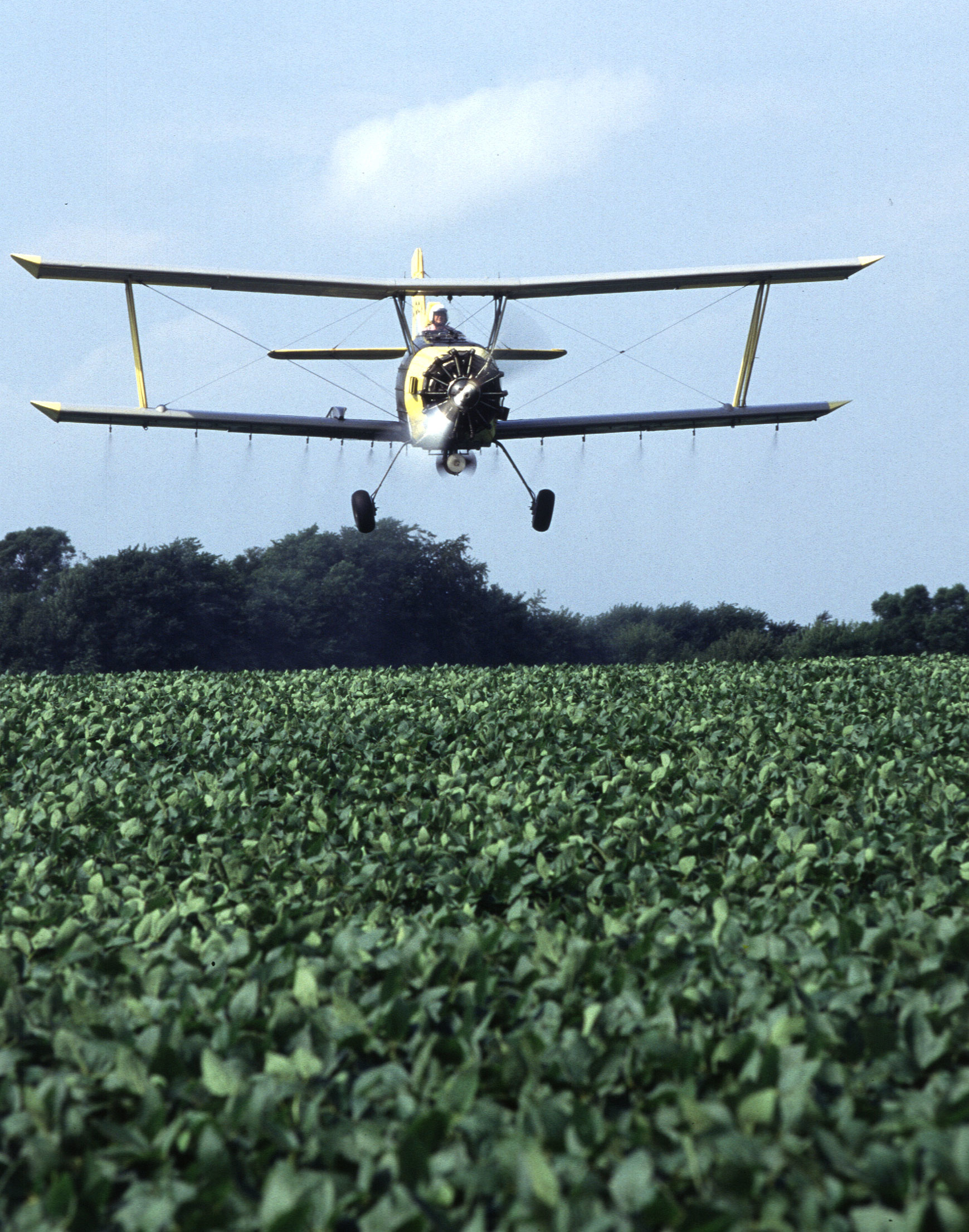
Flygbesprutning

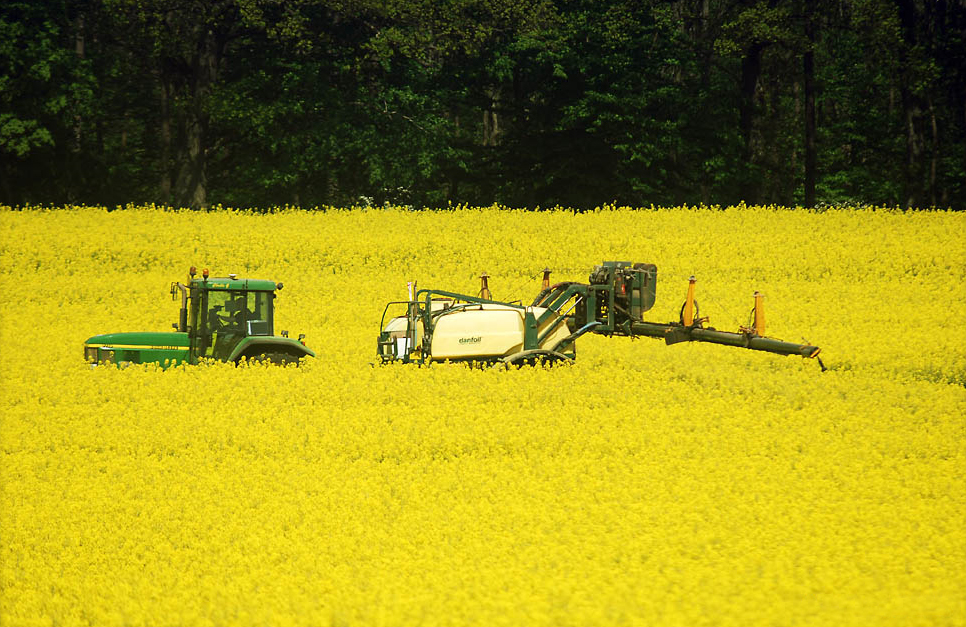
besprutning – raps - Skåne

Besprutning är en metod att sprida bekämpningsmedel, för att skydda växter, främst odlingar, mot växt, svamp- och djurangrepp. Det förekommer också besprutning blodsugande och sjukdomsbärande insekter, för att skydda djur och människor. Besprutning har även använts mot djur och natur som del i krigföring. 
För att optimera odling av växter används besprutning med olika bekämpningsmedel. Detta kan ske ifrån exempelvis flygplan, helikoptrar, traktorer eller handaggregat med speciell utrustning. 

## Huvudsakliga kategorier
Besprutning kan i huvudsak indelas i två kategorier:
Den ena kategorin är till för att förhindra konkurrerande växtlighet att ta utrymme och näring från den odlade växten. De flesta av de preparat som används är närbesläktade med B-vitaminkomplexet och fungerar i växtriket som växternas hormoner. Vid beläggning med sådana preparat tillförs växterna extra hormoner vilket får till följd att de mindre växterna växer ihjäl sig och de större/odlade får en extra skjuts i sin tillväxt. Beläggningen har således bäst effekt ju längre den odlade växten har kommit i sin utveckling och det eventuellt upptagna ”giftet” är inget annat än något eller flera B-vitaminbesläktade ämnen.
Den andra kategorin av bekämpningsmedel används mot animaliska angrepp av olika slag, mestadels mot insektsangrepp såsom till exempel från rapsbaggen. Dessa ämnen är gifter och består av toxiska dioxiner som helt enkelt dödar angriparna. Rester bestående av dessa dioxiner finns mer eller mindre alltid kvar i växten efter bekämpningen då dessa även tas upp av den odlade växten. Huruvida dessa antianimaliska bekämpningsmedel utgör hot eller inte mot animaliska konsumenter såsom människor och djur är delvis höljt i dunkel. 
Dessutom har flygbesprutning skett i trakter som plågats av stora förekomster av mygg.

## Tekniker
Speciella flygplan har utvecklats för besprutning som till exempel Transavia PL-12 Airtruk och PZL M-15 Belphegor. Helikoptrar som använts är till exempel Kamov Ka-26.

## Besprutning i Sverige
I Sverige är flygbesprutning generellt förbjuden och få undantag har skett, man har då besprutat emot myggor, inte vid skogs- och jordbruk. 

## Hälso- och miljöeffekter
Många bekämpningsmedel är farliga för människor, djur och miljön. Historiska exempel på bekämpningsmedel som använts för besprutning, som visat sig ha mycket negativa är exempelvis DDT och hormoslyr. Bhopalkatastrofen var ett gasutsläpp som inträffade natten mellan 2 och 3 december 1984 i Bhopal i Madhya Pradesh i Indien, vid en pesticidfabrik ägd av Union Carbide India Limited. 